# دوردي لازيتش
دوردي لازيتش (بالصربية: Ђорђе Лазић)‏ هو لاعب كرة قدم صربي في مركز الوسط، ولد في 18 يونيو 1983 في بلغراد في صربيا. شارك مع منتخب صربيا لكرة القدم. أما مع النوادي، فقد لعب مع ملادوست لوتشاني وميتالورغ دونيتسك ونادي بارتيزان.

## وصلات خارجية
- دوردي لازيتش على موقع الاتحاد الأوربي (الإنجليزية)
- دوردي لازيتش على موقع اتحاد أوكرانيا (الإنجليزية)
- دوردي لازيتش على موقع قاعدة بيانات كرة القدم.إي يو (الإنجليزية)
- دوردي لازيتش على موقع Soccerway.com (الإنجليزية)
- دوردي لازيتش على موقع عالم كرة القدم.نت (الإنجليزية)